# Diskografie Train
Toto je seznam vydané diskografie americké pop rockové skupiny Train.

## Alba

### Studiová alba
| Název                                                                                   | Detaily o albu                                                                        | Umístění v hitparádách | Umístění v hitparádách | Umístění v hitparádách | Umístění v hitparádách | Umístění v hitparádách | Umístění v hitparádách | Umístění v hitparádách | Umístění v hitparádách | Umístění v hitparádách | Umístění v hitparádách | Prodeje       | Certifikace                                                           |
| Název                                                                                   | Detaily o albu                                                                        | US                     | AUS                    | AUT                    | BEL (FL)               | CAN                    | GER                    | NLD                    | NZ                     | SWI                    | UK                     | Prodeje       | Certifikace                                                           |
| --------------------------------------------------------------------------------------- | ------------------------------------------------------------------------------------- | ---------------------- | ---------------------- | ---------------------- | ---------------------- | ---------------------- | ---------------------- | ---------------------- | ---------------------- | ---------------------- | ---------------------- | ------------- | --------------------------------------------------------------------- |
| Train                                                                                   | - Vydáno: 24. února 1998 - Vydavatelství: Aware, Columbia - Formáty: CD, kazeta       | 76                     | —                      | —                      | —                      | —                      | —                      | —                      | —                      | —                      | —                      |               | - RIAA: Platinum                                                      |
| Drops of Jupiter                                                                        | - Vydáno: 27. března 2001 - Vydavatelství: Columbia - Formáty: CD, kazeta             | 6                      | 3                      | 35                     | 32                     | 14                     | 35                     | 3                      | 20                     | 32                     | 8                      |               | - RIAA: 3× Platinum - BPI: Gold - ARIA: 4× Platinum - MC: 2× Platinum |
| My Private Nation                                                                       | - Vydáno: 3. června 2003 - Vydavatelství: Columbia - Formáty: CD, kazeta, ke stažení  | 6                      | 29                     | —                      | —                      | —                      | —                      | —                      | 44                     | 91                     | 100                    |               | - RIAA: Platinum                                                      |
| For Me, It's You                                                                        | - Vydáno: 31. ledna 2006 - Vydavatelství: Columbia - Formáty: CD, ke stažení          | 10                     | —                      | —                      | —                      | 66                     | —                      | —                      | —                      | —                      | —                      |               |                                                                       |
| Save Me, San Francisco                                                                  | - Vydáno: 27. října 2009 - Vydavatelství: Columbia - Formáty: CD, LP, ke stažení      | 17                     | 8                      | 27                     | 75                     | —                      | 43                     | 13                     | 21                     | 34                     | 33                     | - US: 954,000 | - RIAA: 3× Platinum - ARIA: Platinum - BPI: Silver - MC: Gold         |
| California 37                                                                           | - Vydáno: 17. dubna 2012 - Vydavatelství: Columbia - Formáty: CD, LP, ke stažení      | 4                      | 9                      | 22                     | 103                    | 6                      | 25                     | 16                     | 17                     | 14                     | 7                      |               | - RIAA: Platinum - ARIA: Gold - BPI: Gold                             |
| Bulletproof Picasso                                                                     | - Vydáno: 16. září 2014 - Vydavatelství: Columbia - Formáty: CD, ke stažení           | 5                      | 15                     | 44                     | 141                    | 7                      | 46                     | 18                     | 32                     | 15                     | 9                      | - US: 145,000 |                                                                       |
| Christmas in Tahoe                                                                      | - Vydáno: 13. listopadu 2015 - Vydavatelství: Sunken Forest - Formáty: CD, ke stažení | 151                    | —                      | —                      | —                      | —                      | —                      | —                      | —                      | —                      | —                      |               |                                                                       |
| Train Does Led Zeppelin II                                                              | - Vydáno: 3. června 2016 - Vydavatelství: Atlantic - Formáty: CD, LP, ke stažení      | 71                     | —                      | —                      | —                      | —                      | —                      | —                      | —                      | —                      | —                      |               |                                                                       |
| A Girl, a Bottle, a Boat                                                                | - Vydáno: 27. ledna 2017 - Vydavatelství: Columbia - Formáty: CD, LP, ke stažení      | 8                      | 5                      | —                      | 180                    | —                      | —                      | 61                     | —                      | 54                     | 13                     | - US: 53,000  |                                                                       |
| AM Gold                                                                                 | - Vydáno: 20. května 2022 - Vydavatelství: Columbia - Formáty: CD, LP, ke stažení     | —                      | —                      | —                      | —                      | —                      | —                      | —                      | —                      | —                      | —                      |               |                                                                       |
| "—" značí, že se nahrávka neumístila v hitparádách nebo v tomto území ani nebyla vydána |                                                                                       |                        |                        |                        |                        |                        |                        |                        |                        |                        |                        |               |                                                                       |

### Koncertní alba
| Název                                                                                   | Detaily                                                                      | Umístění v hitparádách | Umístění v hitparádách |
| Název                                                                                   | Detaily                                                                      | US                     | US Rock                |
| --------------------------------------------------------------------------------------- | ---------------------------------------------------------------------------- | ---------------------- | ---------------------- |
| Alive at Last                                                                           | - Vydáno: 19. října 2004 - Vydavatelství: Columbia - Formáty: CD, ke stažení | 48                     | —                      |
| iTunes Session                                                                          | - Vydáno: 10. září 2010 - Vydavatelství: Columbia - Formáty: ke stažení      | 84                     | 29                     |
| Live at Royal Albert Hall                                                               | - Vydáno: 26. července 2024 - Vydavatelství: Columbia - Formáty: ke stažení  | —                      | —                      |
| "—" značí, že se nahrávka neumístila v hitparádách nebo v tomto území ani nebyla vydána |                                                                              |                        |                        |

### Kompilační alba
| Název         | Detaily                                                                         | Umístění v hitparádě | Certifikace              |
| Název         | Detaily                                                                         | US                   | Certifikace              |
| ------------- | ------------------------------------------------------------------------------- | -------------------- | ------------------------ |
| Greatest Hits | - Vydáno: 9. listopadu 2018 - Vydavatelství: Columbia - Formáty: CD, ke stažení | 105                  | - ARIA: Gold - BPI: Gold |

### Video alba
| Název         | Detaily                                                                             | Umístění v hitparádě |
| Název         | Detaily                                                                             | US Video             |
| ------------- | ----------------------------------------------------------------------------------- | -------------------- |
| Midnight Moon | - Vydáno: 18. prosince 2001 - Vydavatelství: Sony Music Studios - Formáty: VHS, DVD | 39                   |

## Extended play
| Název                     | Detaily                                                             |
| ------------------------- | ------------------------------------------------------------------- |
| Live from Fantasy Studios | - Vydáno: 1998 - Formáty: CD                                        |
| One and a Half            | - Vydáno: 1999 - Vydavatelství: Aware - Formáty: CD                 |
| Live in Atlanta           | - Vydáno: 4. listopadu 2003 - Vydavatelství: Columbia - Formáty: CD |
| Get to Me                 | - Vydáno: 16. srpna 2005 - Formáty: ke stažení                      |

## Singly
| Název                                                                                   | Rok  | Umístění v hitparádách | Umístění v hitparádách | Umístění v hitparádách | Umístění v hitparádách | Umístění v hitparádách | Umístění v hitparádách | Umístění v hitparádách | Umístění v hitparádách | Umístění v hitparádách | Umístění v hitparádách | Certifikace | Album                    |
| Název                                                                                   | Rok  | US                     | US Adult               | AUS                    | AUT                    | CAN                    | GER                    | NLD                    | NZ                     | SWI                    | UK                     | Certifikace | Album                    |
| --------------------------------------------------------------------------------------- | ---- | ---------------------- | ---------------------- | ---------------------- | ---------------------- | ---------------------- | ---------------------- | ---------------------- | ---------------------- | ---------------------- | ---------------------- | --- | ------------------------ |
| "Meet Virginia"                                                                         | 1998 | 20                     | 2                      | 91                     | —                      | 15                     | —                      | —                      | —                      | —                      | —                      | - RIAA: 2× Platinum | Train                    |
| "Free"                                                                                  | 1998 | —                      | —                      | —                      | —                      | —                      | —                      | —                      | —                      | —                      | —                      | | Train                    |
| "I Am"                                                                                  | 1999 | —                      | 35                     | —                      | —                      | —                      | —                      | —                      | —                      | —                      | —                      | | Train                    |
| "Drops of Jupiter (Tell Me)"                                                            | 2001 | 5                      | 1                      | 5                      | 38                     | —                      | 73                     | 3                      | 5                      | 30                     | 10                     | - RIAA: 9× Platinum - ARIA: 13× Platinum - BPI: 3× Platinum - BVMI: Gold                                                                         | Drops of Jupiter         |
| "Something More"                                                                        | 2001 | —                      | 20                     | 87                     | —                      | —                      | —                      | —                      | —                      | —                      | —                      | | Drops of Jupiter         |
| "She's on Fire"                                                                         | 2002 | —                      | 21                     | 57                     | —                      | —                      | —                      | —                      | —                      | —                      | 49                     | | Drops of Jupiter         |
| "Calling All Angels"                                                                    | 2003 | 19                     | 1                      | 22                     | —                      | —                      | —                      | —                      | 32                     | —                      | —                      | - RIAA: Platinum | My Private Nation        |
| "When I Look to the Sky"                                                                | 2004 | 74                     | 9                      | —                      | —                      | —                      | —                      | —                      | 37                     | —                      | —                      | - RIAA: Gold | My Private Nation        |
| "Ordinary"                                                                              | 2004 | —                      | 12                     | —                      | —                      | —                      | —                      | —                      | —                      | —                      | —                      | | Spider-Man 2             |
| "Get to Me"                                                                             | 2005 | —                      | 6                      | —                      | —                      | —                      | —                      | —                      | —                      | —                      | —                      | | My Private Nation        |
| "Cab"                                                                                   | 2005 | —                      | 9                      | —                      | —                      | —                      | —                      | —                      | —                      | —                      | —                      | | For Me, It's You         |
| "Give Myself to You"                                                                    | 2006 | —                      | 34                     | —                      | —                      | —                      | —                      | —                      | —                      | —                      | —                      | | For Me, It's You         |
| "Am I Reaching You Now"                                                                 | 2006 | —                      | —                      | —                      | —                      | —                      | —                      | —                      | —                      | —                      | —                      | | For Me, It's You         |
| "Hey, Soul Sister"                                                                      | 2009 | 3                      | 1                      | 1                      | 4                      | 3                      | 7                      | 1                      | 2                      | 4                      | 18                     | - RIAA: 13× Platinum - ARIA: 15× Platinum - BPI: 2× Platinum - BVMI: Platinum - IFPI SWI: Gold - MC: 3× Platinum - RMNZ: Platinum                | Save Me, San Francisco   |
| "If It's Love"                                                                          | 2010 | 34                     | 1                      | 21                     | —                      | 60                     | —                      | —                      | 28                     | —                      | —                      | - RIAA: Platinum - ARIA: Gold | Save Me, San Francisco   |
| "Marry Me"                                                                              | 2010 | 34                     | 3                      | —                      | —                      | 47                     | —                      | —                      | —                      | —                      | —                      | - RIAA: 4× Platinum - BPI: Silver | Save Me, San Francisco   |
| "Shake Up Christmas"                                                                    | 2010 | 99                     | —                      | —                      | 14                     | 97                     | 24                     | 6                      | —                      | 25                     | 134                    | - BVMI: Gold - RIAA: Gold | Save Me, San Francisco   |
| "Save Me, San Francisco"                                                                | 2011 | 75                     | 6                      | 61                     | —                      | —                      | —                      | —                      | —                      | —                      | —                      | - RIAA: Gold | Save Me, San Francisco   |
| "Drive By"                                                                              | 2012 | 10                     | 2                      | 13                     | 5                      | 11                     | 3                      | 4                      | 3                      | 1                      | 6                      | - RIAA: 6× Platinum - ARIA: 2× Platinum - BPI: 2× Platinum - BVMI: Gold - IFPI AUT: Gold - IFPI SWI: Platinum - MC: 4× Platinum - RMNZ: Platinum | California 37            |
| "50 Ways to Say Goodbye"                                                                | 2012 | 20                     | 4                      | 16                     | —                      | 17                     | —                      | 14                     | —                      | —                      | 50                     | - RIAA: 3× Platinum - ARIA: Platinum - BPI: Silver - MC: Platinum                                                                                | California 37            |
| "Bruises" (feat. Ashley Monroe nebo Marilou)                                            | 2012 | 79                     | 11                     | —                      | —                      | 59                     | —                      | 30                     | —                      | —                      | 169                    | - RIAA: Platinum - MC: Gold | California 37            |
| "This'll Be My Year"                                                                    | 2012 | —                      | —                      | —                      | —                      | —                      | —                      | —                      | —                      | —                      | —                      | | California 37            |
| "Mermaid"                                                                               | 2012 | —                      | 12                     | —                      | —                      | —                      | —                      | 19                     | —                      | —                      | 93                     | - RIAA: Gold | California 37            |
| "Imagine"                                                                               | 2013 | —                      | —                      | —                      | —                      | —                      | —                      | —                      | —                      | —                      | —                      | | California 37            |
| "Angel in Blue Jeans"                                                                   | 2014 | 79                     | 8                      | —                      | 24                     | 41                     | 30                     | 23                     | —                      | 38                     | 58                     | - RIAA: Gold | Bulletproof Picasso      |
| "Cadillac, Cadillac"                                                                    | 2014 | —                      | 21                     | —                      | —                      | —                      | —                      | —                      | —                      | —                      | —                      | | Bulletproof Picasso      |
| "Bulletproof Picasso"                                                                   | 2015 | —                      | 22                     | —                      | —                      | —                      | —                      | —                      | —                      | —                      | —                      | | Bulletproof Picasso      |
| "Give It All"                                                                           | 2015 | —                      | 35                     | —                      | —                      | —                      | —                      | —                      | —                      | —                      | —                      | | Bulletproof Picasso      |
| "Play That Song"                                                                        | 2016 | 41                     | 6                      | 8                      | 26                     | 69                     | —                      | —                      | —                      | —                      | 21                     | - RIAA: 3× Platinum - BPI: Gold | A Girl, a Bottle, a Boat |
| "Drink Up"                                                                              | 2017 | —                      | 19                     | —                      | —                      | —                      | —                      | —                      | —                      | —                      | —                      | | A Girl, a Bottle, a Boat |
| "Lottery"                                                                               | 2017 | —                      | —                      | —                      | —                      | —                      | —                      | —                      | —                      | —                      | —                      | | A Girl, a Bottle, a Boat |
| "Call Me Sir" (feat. Cam a Travie McCoy)                                                | 2018 | —                      | 23                     | —                      | —                      | —                      | —                      | —                      | —                      | —                      | —                      | | Greatest Hits            |
| "Mai Tais" (feat. Skylar Grey)                                                          | 2019 | —                      | —                      | —                      | —                      | —                      | —                      | —                      | —                      | —                      | —                      | | Singly bez alb           |
| "Rescue Dog"                                                                            | 2020 | —                      | —                      | —                      | —                      | —                      | —                      | —                      | —                      | —                      | —                      | | Singly bez alb           |
| "Mittens"                                                                               | 2021 | —                      | —                      | —                      | —                      | —                      | —                      | —                      | —                      | —                      | —                      | | Singly bez alb           |
| "AM Gold"                                                                               | 2022 | —                      | 16                     | —                      | —                      | —                      | —                      | —                      | —                      | —                      | —                      | | AM Gold                  |
| "Cleopatra" (feat. Sofia Reyes)                                                         | 2022 | —                      | —                      | —                      | —                      | —                      | —                      | —                      | —                      | —                      | —                      | | AM Gold                  |
| "I Know" (feat. Tenille Townes a Bryce Vine)                                            | 2023 | —                      | 19                     | —                      | —                      | —                      | —                      | —                      | —                      | —                      | —                      | | Singly bez alb           |
| "Long Yellow Dress"                                                                     | 2024 | —                      | 31                     | —                      | —                      | —                      | —                      | —                      | —                      | —                      | —                      | | Singly bez alb           |
| "Bloom" (s Cheat Codes)                                                                 | 2024 | —                      | —                      | —                      | —                      | —                      | —                      | —                      | —                      | —                      | —                      | | bude oznámeno            |
| "—" značí, že se nahrávka neumístila v hitparádách nebo v tomto území ani nebyla vydána |      |                        |                        |                        |                        |                        |                        |                        |                        |                        |                        | |                          |

### Promo singly
| Název                                                                         | Rok  | Umístění v hitparádách | Umístění v hitparádách | Umístění v hitparádách | Album                      |
| Název                                                                         | Rok  | US Bub.                | US Pop Dig.            | US Rock Dig.           | Album                      |
| ----------------------------------------------------------------------------- | ---- | ---------------------- | ---------------------- | ---------------------- | -------------------------- |
| "Ramble On"                                                                   | 2001 | —                      | —                      | —                      | Train Does Led Zeppelin II |
| "The Finish Line"                                                             | 2010 | 19                     | —                      | 18                     | Save Me, San Francisco     |
| "Feels Good at First"                                                         | 2012 | —                      | —                      | 24                     | California 37              |
| "Wonder What You're Doing for the Rest of Your Life" (feat. Marsha Ambrosius) | 2014 | —                      | 43                     | —                      | Bulletproof Picasso        |
| "Working Girl"                                                                | 2016 | —                      | —                      | —                      | A Girl, a Bottle, a Boat   |
| "The News"                                                                    | 2017 | —                      | —                      | —                      | A Girl, a Bottle, a Boat   |
| "Running Back (Trying to Talk to You)"                                        | 2022 | —                      | —                      | —                      | AM Gold                    |
| "Turn Up the Radio" (feat. Jewel)                                             | 2022 | —                      | —                      | —                      | AM Gold                    |

## Další umístěné písně
| Název                                                                                   | Rok  | Umístění v hitparádách | Umístění v hitparádách | Album                                                        |
| Název                                                                                   | Rok  | US AC                  | CAN AC                 | Album                                                        |
| --------------------------------------------------------------------------------------- | ---- | ---------------------- | ---------------------- | ------------------------------------------------------------ |
| "Joy to the World"                                                                      | 2012 | 5                      | —                      | A Very Special Christmas: 25 Years Bringing Joy to the World |
| "This Christmas"                                                                        | 2015 | 1                      | —                      | Christmas in Tahoe                                           |
| "Have Yourself a Merry Little Christmas"                                                | 2015 | 5                      | 29                     | Christmas in Tahoe                                           |
| "Merry Christmas Everybody"                                                             | 2015 | 10                     | 46                     | Christmas in Tahoe                                           |
| "What Christmas Means to Me"                                                            | 2015 | —                      | 6                      | Christmas in Tahoe                                           |
| "Happy Xmas (War Is Over)"                                                              | 2015 | —                      | 26                     | Christmas in Tahoe                                           |
| "Philly Forget Me Not" (s Daryl Hall & John Oates)                                      | 2018 | 12                     | —                      | —                                                            |
| "—" značí, že se nahrávka neumístila v hitparádách nebo v tomto území ani nebyla vydána |      |                        |                        |                                                              |

## Spoluumělec
| Název                           | Rok  | Album                                                        |
| ------------------------------- | ---- | ------------------------------------------------------------ |
| "Light My Fire"                 | 2000 | Stoned Immaculate: The Music of the Doors                    |
| "Fall Out"                      | 2002 | Údolí stínů                                                  |
| "What Child Is This?"           | 2004 | Sweet Tracks 2004                                            |
| "Baby Roulette" (s Chiddy Bang) | 2011 | Peanut Butter and Swelly                                     |
| "To Be Loved"                   | 2011 | Bez dechu                                                    |
| "Should We Believe"             | 2011 | Hawaii 5-0                                                   |
| "Joy to the World"              | 2012 | A Very Special Christmas: 25 Years Bringing Joy to the World |

## Videoklipy
| Název                                                 | Rok  | Režisér                   |
| ----------------------------------------------------- | ---- | ------------------------- |
| "Meet Virginia"                                       | 1999 | Luke Scott                |
| "Drops of Jupiter (Tell Me)" (version 1)              | 2001 | —                         |
| "Drops of Jupiter (Tell Me)" (version 2)              | 2001 | Nigel Dick                |
| "She's on Fire"                                       | 2001 | Marc Smerling             |
| "Something More"                                      | 2002 | Marc Smerling             |
| "Drops of Jupiter (Tell Me)" (live from the Warfield) | 2002 | Marc Smerling             |
| "Calling All Angels"                                  | 2003 | Shaun Peterson            |
| "When I Look to the Sky"                              | 2003 | Thomas Kloss              |
| "I'm About to Come Alive"                             | 2003 | —                         |
| "Ordinary"                                            | 2004 | Antti Jokinen             |
| "Cab"                                                 | 2005 | Antti Jokinen             |
| "Give Myself to You"                                  | 2006 | Philip Andelman           |
| "Hey, Soul Sister"                                    | 2009 | Matthew Stawski           |
| "If It's Love"                                        | 2010 | Pete Wentz, Bill Fishman  |
| "Shake Up Christmas"                                  | 2010 | Lex Halaby                |
| "Marry Me"                                            | 2010 | Lex Halaby                |
| "Save Me, San Francisco"                              | 2011 | Bill Fishman              |
| "Drive By"                                            | 2012 | Alan Ferguson             |
| "50 Ways to Say Goodbye"                              | 2012 | Marc Klasfeld             |
| "Bruises" (feat. Ashley Monroe)                       | 2012 | Alan Ferguson             |
| "This'll Be My Year" (live from Red Rocks)            | 2012 | —                         |
| "Mermaid"                                             | 2013 | Alan Ferguson             |
| "Angel in Blue Jeans"                                 | 2014 | Brendan Walter, Mel Soria |
| "Cadillac Cadillac"                                   | 2014 | Matthew Stawski           |
| "Bulletproof Picasso"                                 | 2015 | Brendan Walter, Mel Soria |
| "Give It All"                                         | 2015 | Bayan Joonam              |
| "Play That Song"                                      | 2016 | Travis Kopach             |
| "Drink Up"                                            | 2017 | SCANTRON & No. 2 Pencil   |
| "Call Me Sir"                                         | 2018 | Erik Rojas                |
| "Careless Whisper"                                    | 2018 | Brendan Walter            |
| "Rescue Dog"                                          | 2020 |                           |
| "Cleopatra"                                           | 2022 | Mamo Veldez               |